# 妙興寺村
妙興寺村（みょうこうじむら）は、愛知県中島郡にかつてあった村。
現在の一宮市大和町妙興寺、大和町氏永などに該当する。

## 歴史
- 1889年（明治22年）10月1日 - 妙興寺村と氏永村が合併し発足。
- 1906年（明治39年）5月10日 - 苅安賀村、三輪村、高井村、日光村の一部、稲保村の一部と合併し苅安賀村発足。同日妙興寺村は廃止。

## 神社・仏閣
- 妙興寺